# Renato Guttuso

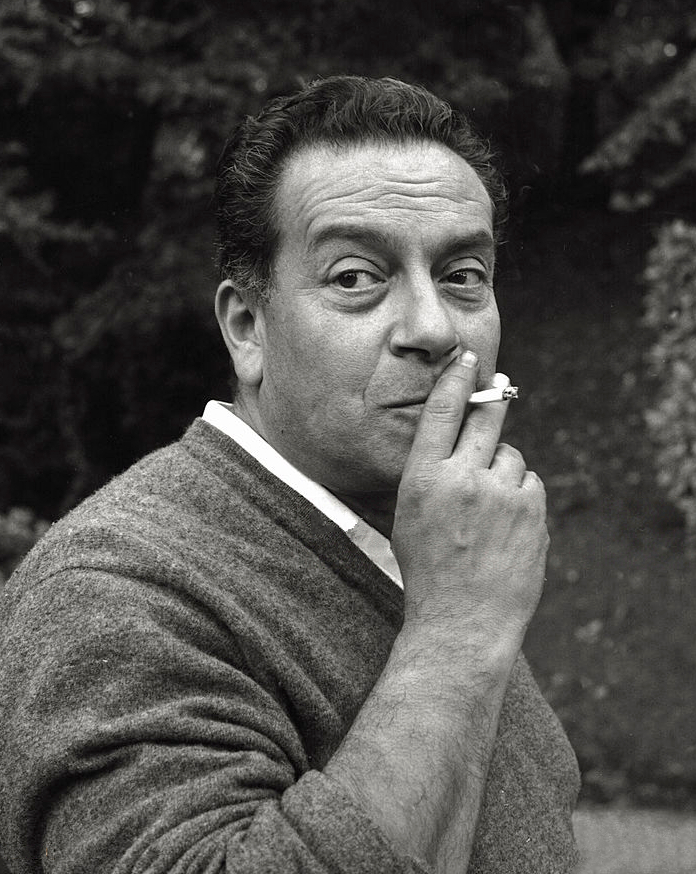
Renato Guttuso en 1960

Renato Guttuso (Bagheria, 26 de diciembre de 1911-Roma, 18 de enero de 1987). Pintor italiano representante del expresionismo y exponente de la cultura eurocomunista italiana.
Hijo del topógrafo y acuarelista aficionado Gioacchino Guttuso, y de Giuseppina d'Amico - su nacimiento fue registrado en Palermo el 2 de enero de 1912 debido a contrastes con la administración local de Bagheria contraria a las ideas liberales de los esposos. El joven Renato manifestó prematuramente su predisposición para la pintura. Influenciado por la pasión del padre y por la estancia en el estudio de Domenico Quattrociocchi y de la botica del pintor de los "carretti siciliani" Emilio Murdolo, el joven Renato Guttuso tenía apenas trece años cuando comenzó a fechar y firmar sus propios cuadros.
Sus pinturas se inspiraban en los pintores sicilianos "paesaggisti" del 1800, en pintores franceses como Millet y en artistas a él contemporáneos como Carrá.
También el arte del retrato influye predominantemente en sus obras.
Durante la adolescencia comienza a asistir al estudio del pintor futurista Pippo Rizzo en Palermo y de otros ambientes artísticos. En 1928, participa en su primera exposición colectiva en Palermo.

## Biografía
En 1982 escribe a Ezio Pagano desde el magnífico "Gran Hotel des Palmes" en Palermo, donde le encantaba alojarse al volver a Sicilia, agradeciéndole al autor su trabajo monográfico dedicado a documentar las pinturas de su primera colección. Con ocasión de su septuagésimo cumpleaños declaraba: "esta publicación me afecta de manera particular porque me liga aún más a mi Bagheria, raíz y madre de todo lo que he hecho".
El pintor siciliano, entre los más importantes del novecientos europeo, nace en 1912 en la ciudad siciliana de Bagheria. Del padre, el cavaliere Gioacchino Guttuso, topógrafo, existen muchos retratos, particularmente en la colección donada al alcalde de Bagheria. En las primeras obras del 1925, se demuestra el genio prematuro del artista; otras obras, centradas en los instrumentos geodésicos, acentúan tanto la admiración por la profesión del padre, hombre apasionado de las letras y de las artes, como el culto a la libertad recibida de su abuelo Ciro, quien luchó junto al ejército de Garibaldi.
Su adolescencia burguesa fue una fuente de estímulos para el futuro pintor. El joven Guttuso vivió cerca de las mansiones Palagonia y Valguarnera, ambiente representará en pinturas inspiradas por los acantilados de Aspra. Además, en esos primeros años de excursiones al mar y primeros amores, Guttuso representará en su pintura la crisis siciliana del período de la posguerra en el cual el desastre arquitectónico y social se comienza a delinear. 
En Palermo y en la misma Bagheria asiste a la ruina completa de la nobleza de las espléndidas mansiones del Settecento al ser objeto de una verdadero desastre urbanístico propiciado por las luchas políticas dentro del municipio, lo que se deja ver en las pinturs de Guttuso y se puede identificar con un ensombrecimiento de su estilo.
Al mismo tiempo, su familia pasó por grandes dificultades económicas debido a la abierta hostilidad del clero local y de los fascistas hacia su padre. Con una mayor inclinación hacia la pintura, Guttuso continuó sus estudios en la escuela secundaria de Palermo, y posteriormente en la universidad, donde su formación estuvo influida por las corrientes figurativas europeas, principalmente Courbet, Van Gogh y Picasso. Sus obras le abrieron la puerta de Milán y luego de Europa entera.

### Sus primeras obras
En su expresionismo la naturaleza floreciente es un elemento cada vez más presente, donde aparecen frecuentemente limoneros y olivos en un ambiente entre el mito y la soledad de la isla. El crítico Franco Grasso comentó las obras enviadas a la I Quadriennale del 1931, (junto a un colectivo de seis pintores sicialianos) diciendo que se trataba de "una revelación, una afirmación siciliana".
De nuevo en Palermo Guttuso abre un estudio en la calle Pisani y, junto con los artistas Lia Pasqualino, Barbera y Nino Franchina, forma el "Gruppo dei Quattro". Rechaza todo canon académico, colocando figuras libres flotando en el espacio y buscando el sentido puro del color.
Guttuso constituye el movimiento artístico "Corrente", desde el que se opone a la cultura oficial y en el que demuestra una fuerte oposición antifascista en sus opciones temáticas ya desde los años de la guerra civil española como preludio de la Segunda Guerra Mundial.

### Arte social de Guttuso
En una estancia de tres años en Milán, desarrolla su arte "social", que revela un gran empeño moral y político, desarrollado en pinturas como "Fucilazione in Campagna" (1938), dedicada al escritor García Lorca y "Huida desde el Etna". Al trasladarse a Roma, abre un estudio en vía Margutta, lleva una vida intensa -su amigo Mazzacurati le apoda el "desenfrenado"- y frecuenta el círculo de los artistas más significativos de Italia: Mario Mafai, Corrado Cagli, Antonello Trombadori, manteniendo también contactos con el grupo de Milán de Treccani, Giacomo Manzù, Aligi Sassu.
La obra que le da la fama, acompañada de mil polémicas desde grupos fascistas y del clero, es "Crucifixión" presentada en el Premio Bérgamo. En ella denuncia los horrores de la guerra utilizando un elemento religioso. Guttuso escribe en su diario: "este es el símbolo de todos los que soportan ultraje, cárcel y tortura por sus ideales". 
No dejará de trabajar en los años de la Segunda Guerra Mundial y alterna en su pintura la naturaleza muerta con objetos propios de las humildes casas de su tierra, donde también son frecuentes las vistas del golfo de Palermo. La colección de dibujos llamada "Massacri" denuncia clandestinamente las matanzas nazi-fascistas, como la masacre de las Fosas Ardeatinas.

### Liberación de Italia y matrimonio de Guttuso
Conoce contrae matrimonio con Mimise, que será su esposa y modelo, retratada en 1947.
Tras la Liberación y la derrota de los fascistas, Guttuso pinta “Albañiles en reposo”, tinta china y acuarela del 1945, que supone un nuevo aliento de esperanza en las obras del pintor, un símbolo de nueva vida del cual Pier Paolo Pasolini dejó escrito (1962):
“Las figuras de diez obreros
emergen blancas sobre ladrillos blancos
el mediodía es el de un verano.
Pero las carnes humilladas
hacen sombra: y el orden desarreglado
de los blancos es fielmente seguido
por el color negro. El mediodía es de paz".

Sucesivamente pinta "Carrettieri que cantano" , "Contadino che zappa" (1947), "Campesinos de Sicilia" (1951) que muestran un lenguaje pictórico claro y esencial. Guttuso escribió que esos eran bosquejos preparatorios para la "Ocupación de las tierras no cultivadas de Sicilia", expuestas en Venecia en la Biennale de 1950, afirmando: "creo que están ligados a mi inspiración más profunda y lejana. A mi niñez, a mi gente, mis campesinos, mi padre topógrafo agrimensor, al jardín de limones y naranjas, a los jardines del latifundio, familiares a mis ojos
y a mi sentimiento, de donde yo nací. Campesinos sicilianos que tienen en mi corazón el primer lugar, porque yo soy uno de ellos, cuyos rostros me vuelven a memoria, en cualquier cosa yo haga, campesinos sicilianos que son tan importantes en la historia de Italia...".
En 1950, Renato Guttuso se une al proyecto de la colección Verzocchi (actualmente en la Pinacoteca cívica de Forlì), el enviar un autorretrato y la obra "Trabajador siciliano".
Vuelve puntualmente para asombrarnos, alternando la visión luminosa y completa del color "Bagheria en el golfo de Palermo" y a "Batalla en el puente del almirante" en el cual representa a su abuelo Ciro como soldado garibaldino. Y también una serie de óleos en vivo sobre las luchas de los campesinos para la ocupación de las tierras, de los "zolfatari" (minadores del azufre), o de vistas del paisaje entre cactus y ficus de india, además de retratos de hombres de la cultura como Nino Garajo y Bruno Caruso.
Fascinado por el modelo de Dante, realiza en 1961 una serie de dibujos en color, publicada en 1970 como "Il Dante di Guttuso", representando los personajes del infierno como ejemplos de la historia humana, confirmando la flexibilidad de su talento. 
En los años 70 dedica un ciclo a la figura femenina, que llega a ser tan dominante en su pintura como lo era en su vida, "Mujeres, habitaciones, paisajes, objetos" 1967 y la serie de retratos de Marta Marzotto, musa inspiradora y su modelo preferido durante muchos años.

### Mercado de la Vucciria
Su pintura "palermitana" más famosa es "La Vucciria", en la cual con un realismo crudo y sangriento, como las carnes expuestas en un mercado de Palermo, caracterizan uno de los muchos elementos propios de la ciudad siciliana. El trazo del artista y el sentido del color son tan fuerte que evocan la cantinela casi árabe de los "vanniaturi" del mercado que da el nombre al cuadro, al tiempo que nos invaden los aromas de los productos típicos, frutas y verduras expuestos y los sabrosos ingredientes de la cocina siciliana. 
Guttuso, que tenía un solo hijo adoptivo, queda solo tras la muerte de su esposa y se acerca poco a poco a la fe cristiana, de la cual supo seguramente defender a su manera los valores humanos y de misericordia para los oprimidos.
Donó a su pueblo natal Bagheria, en Sicilia, muchos trabajos que ahora se encuentran en el museo de villa Católica.

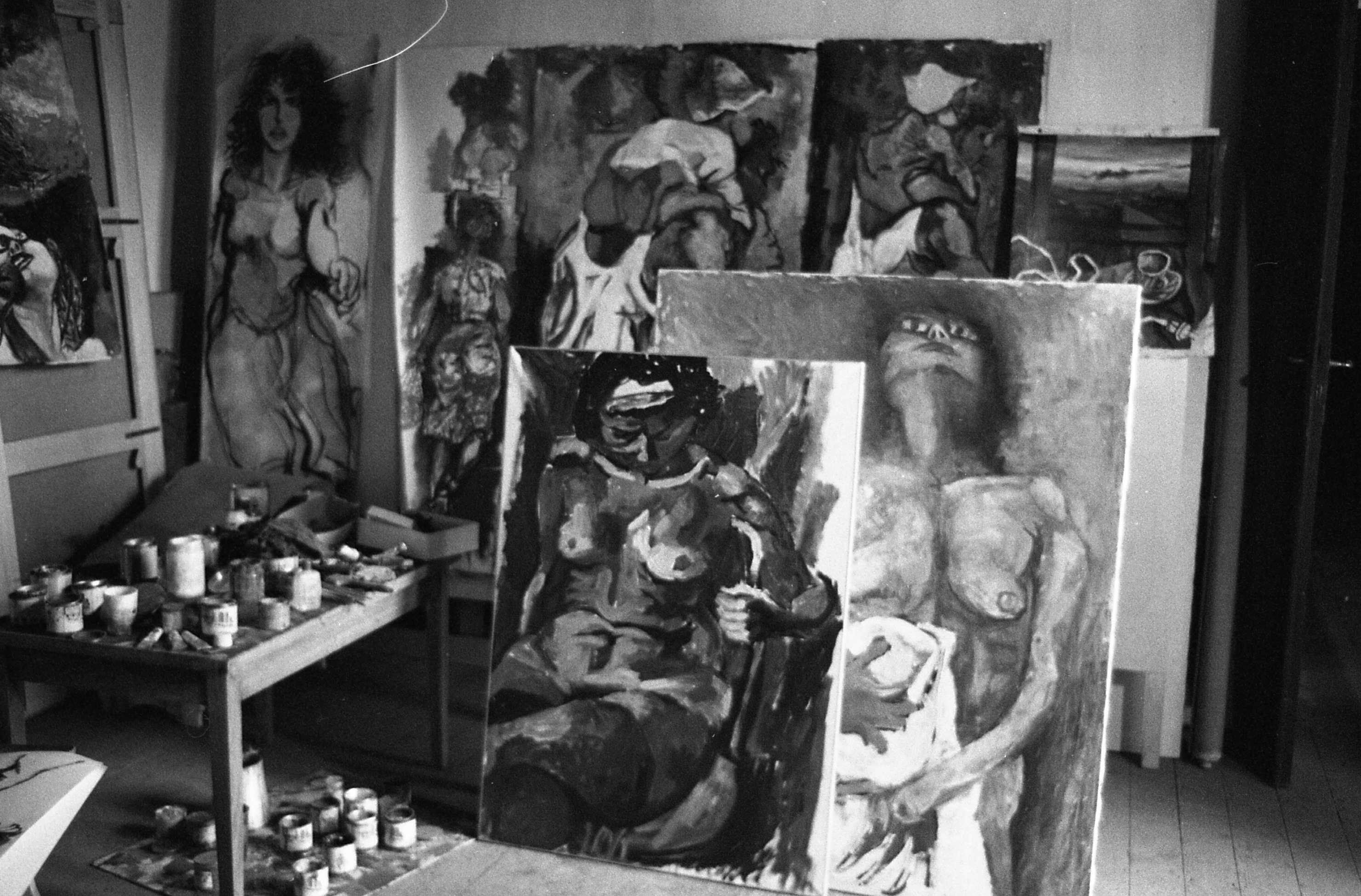
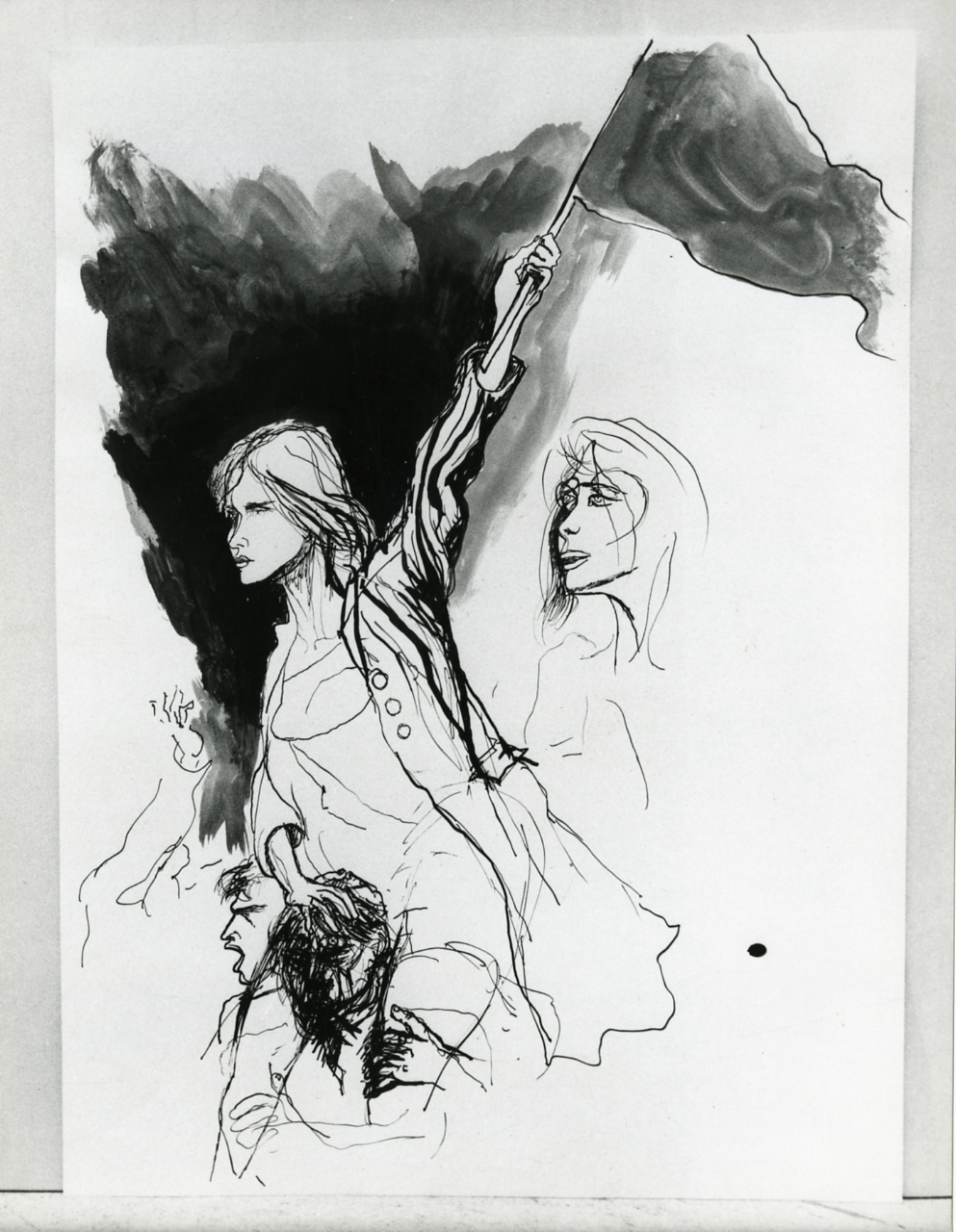
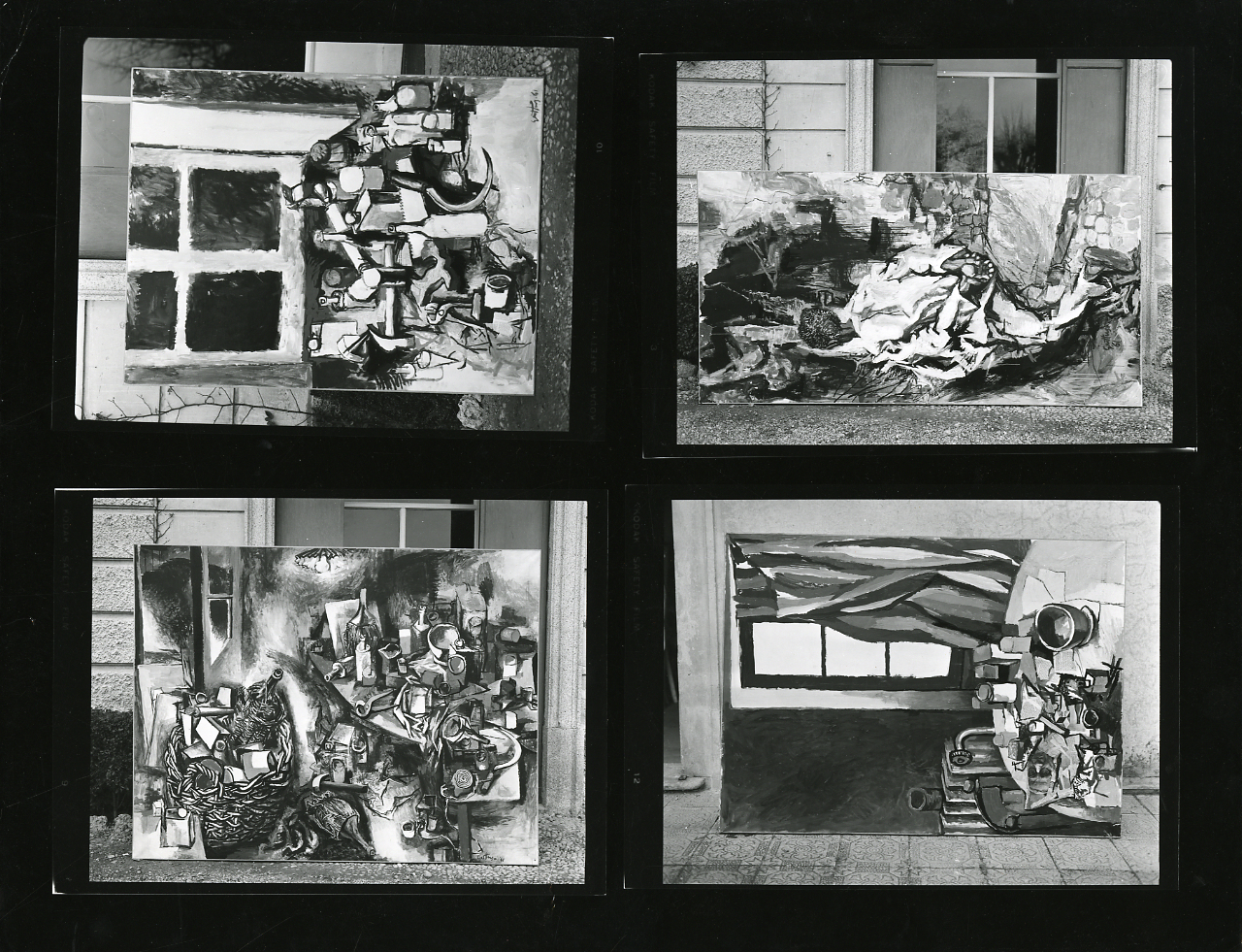
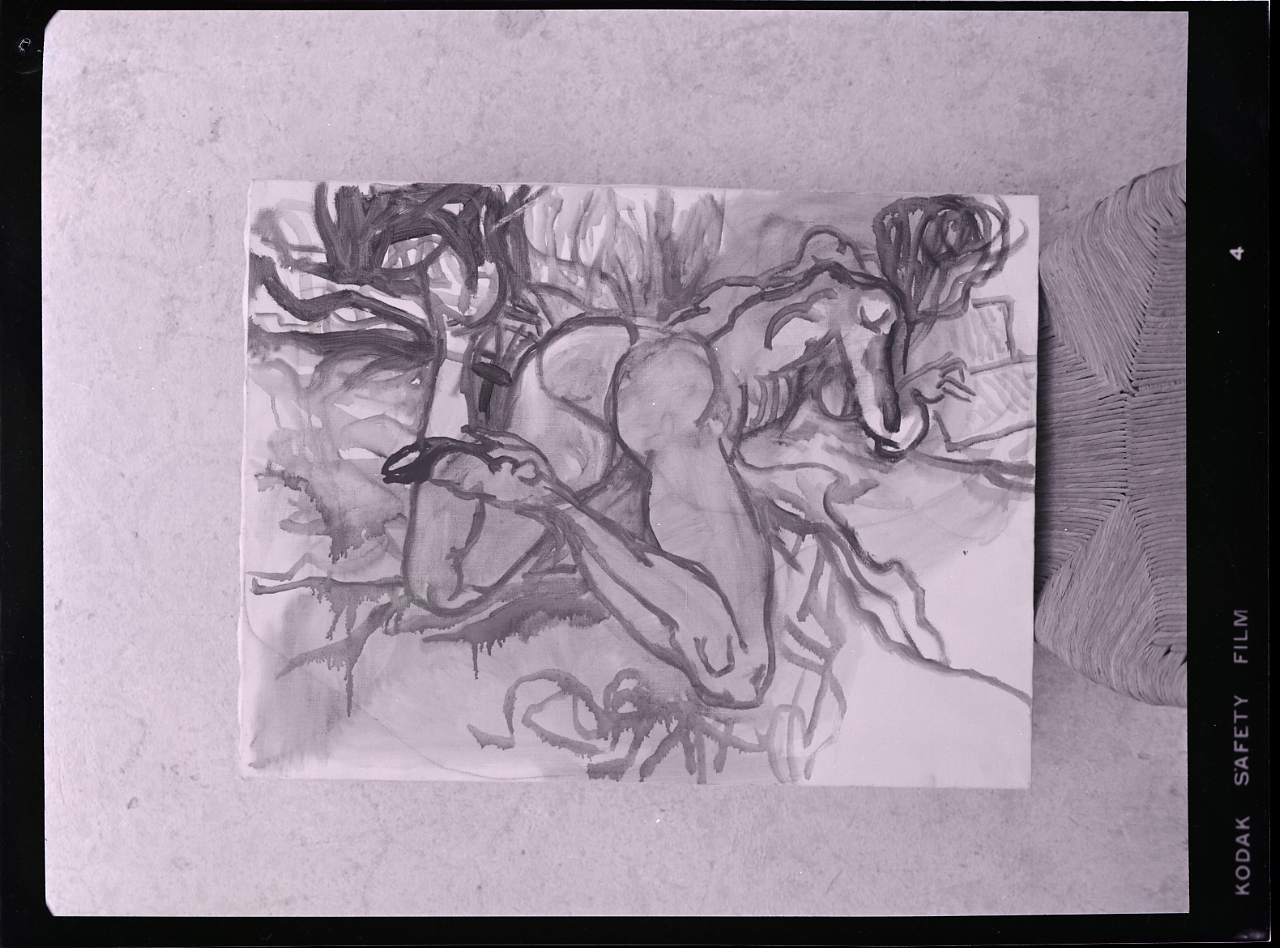
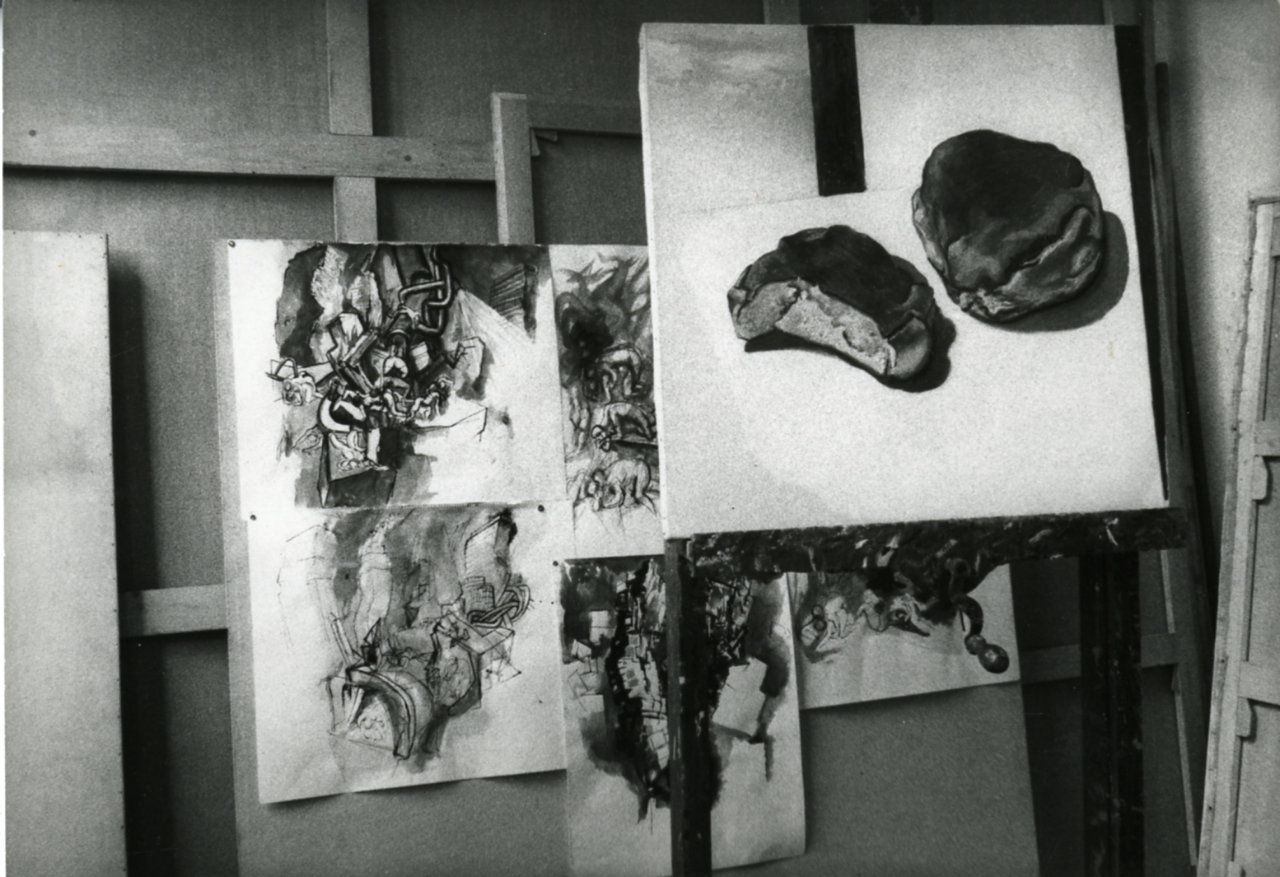
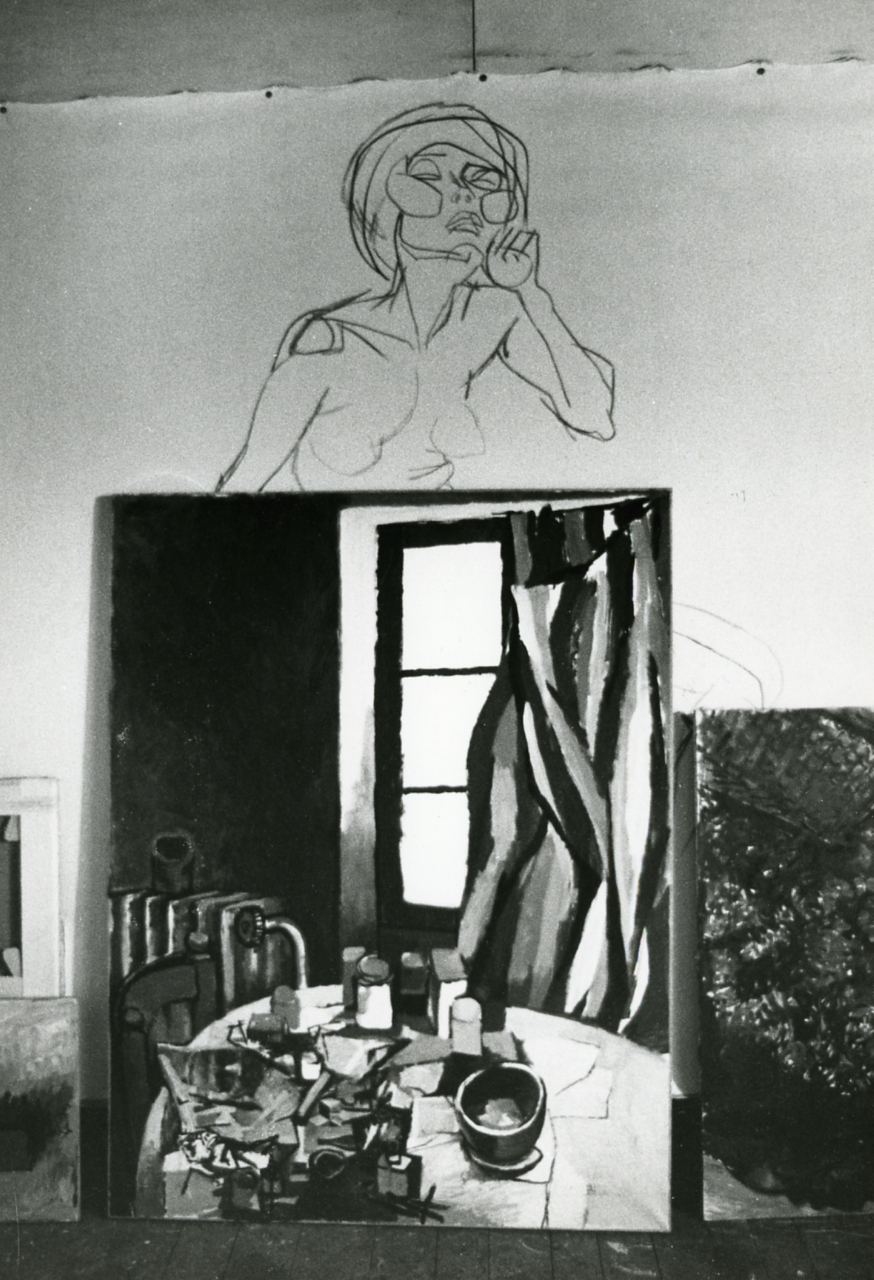
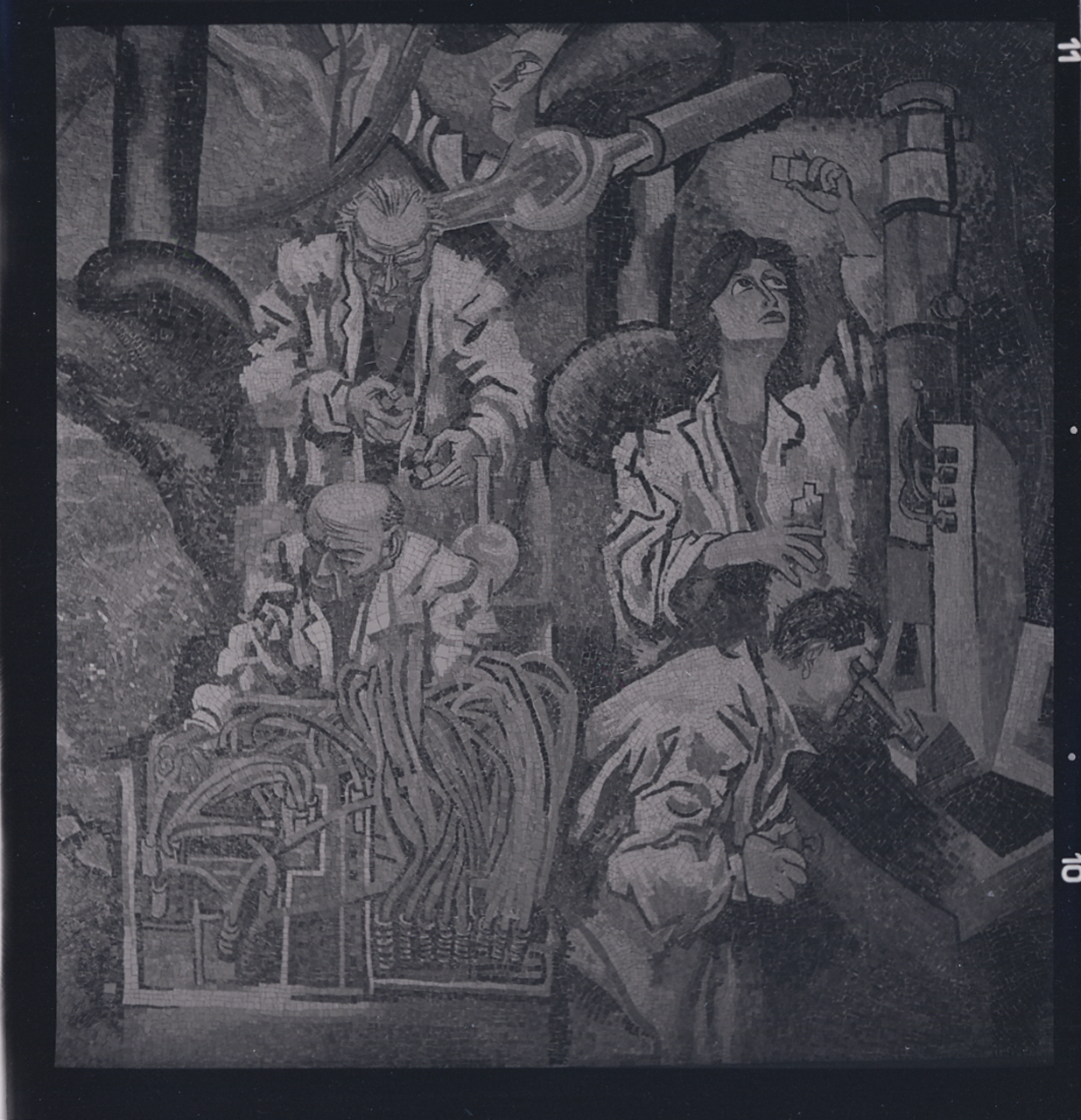
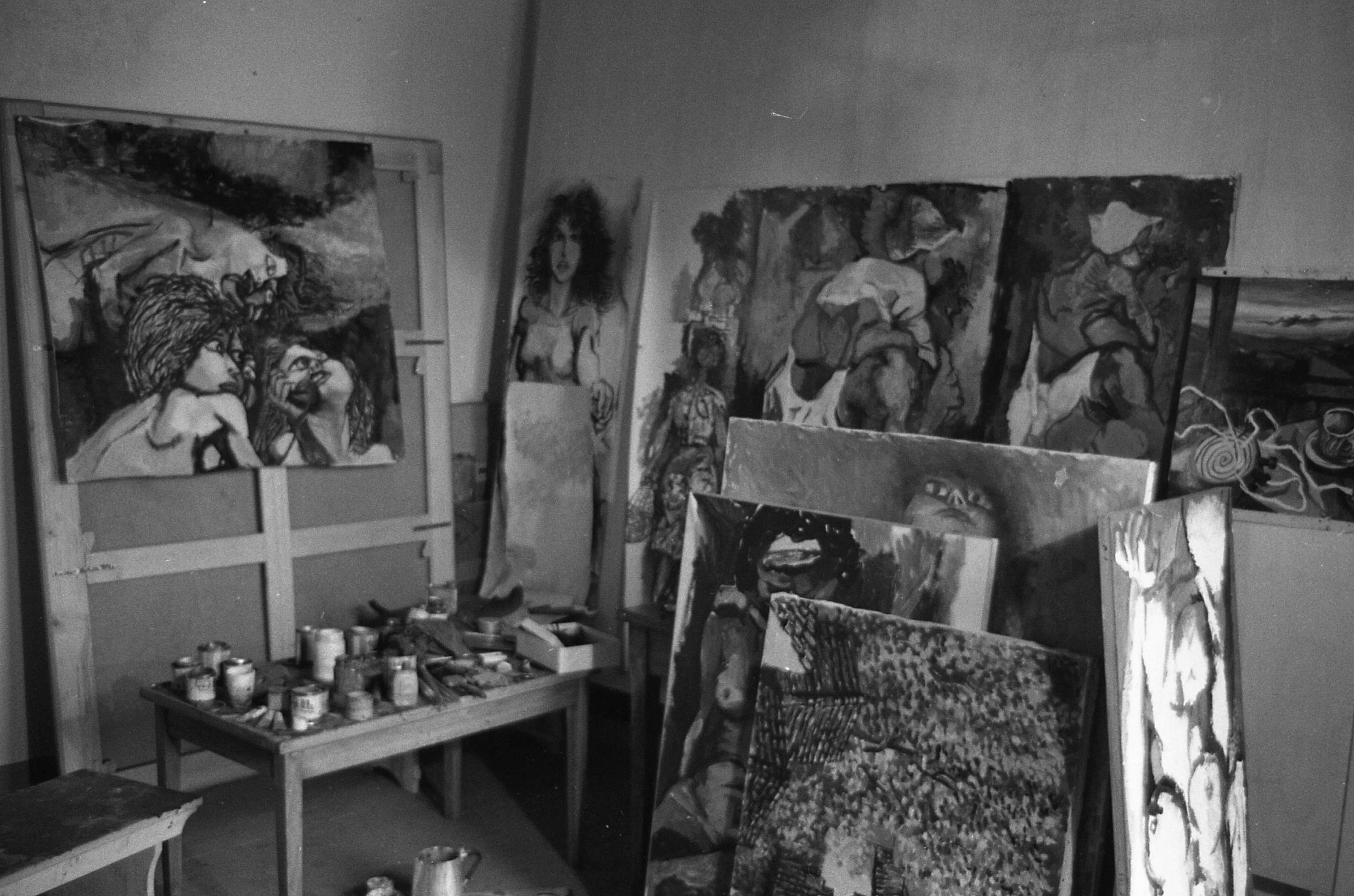
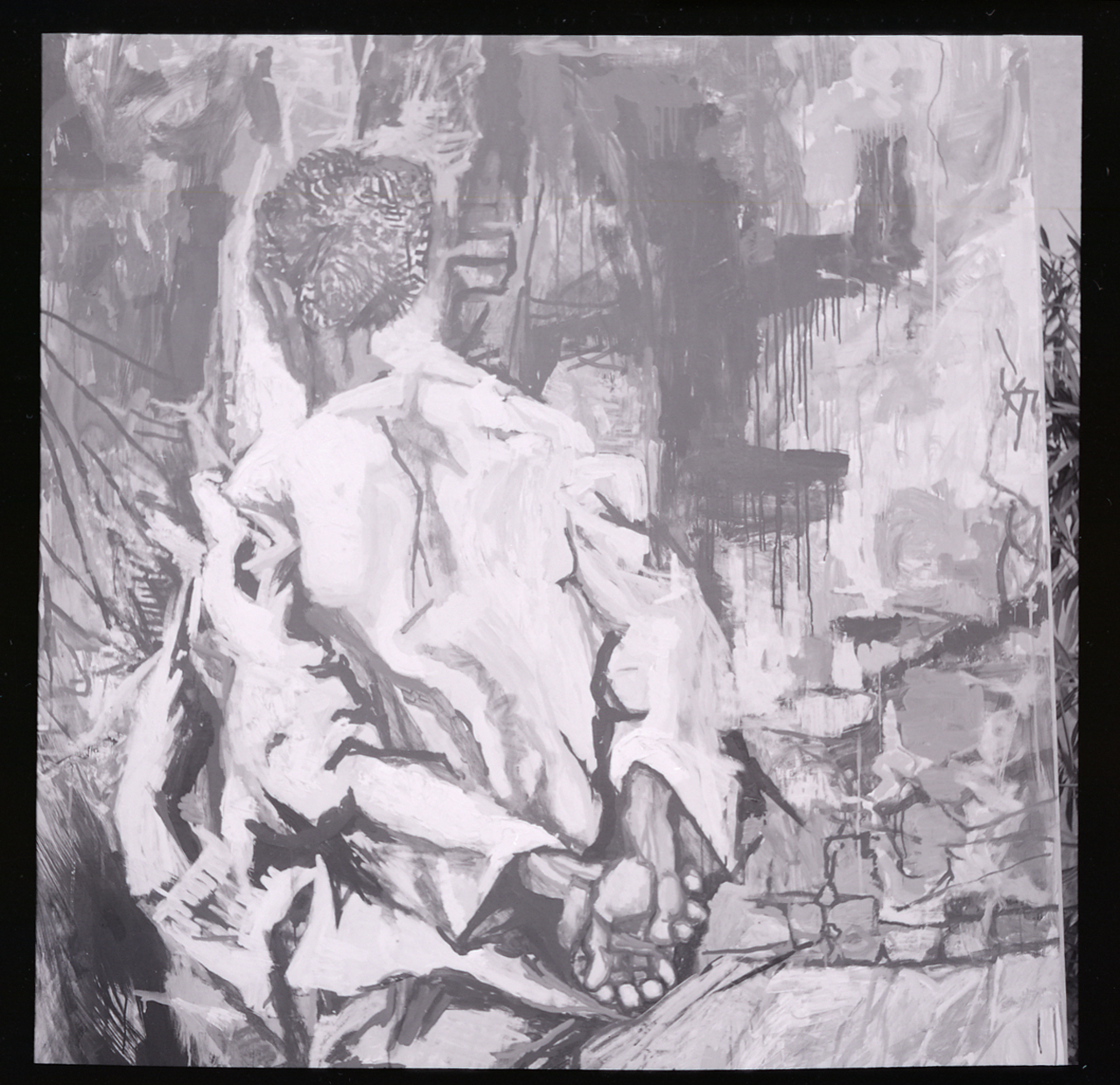
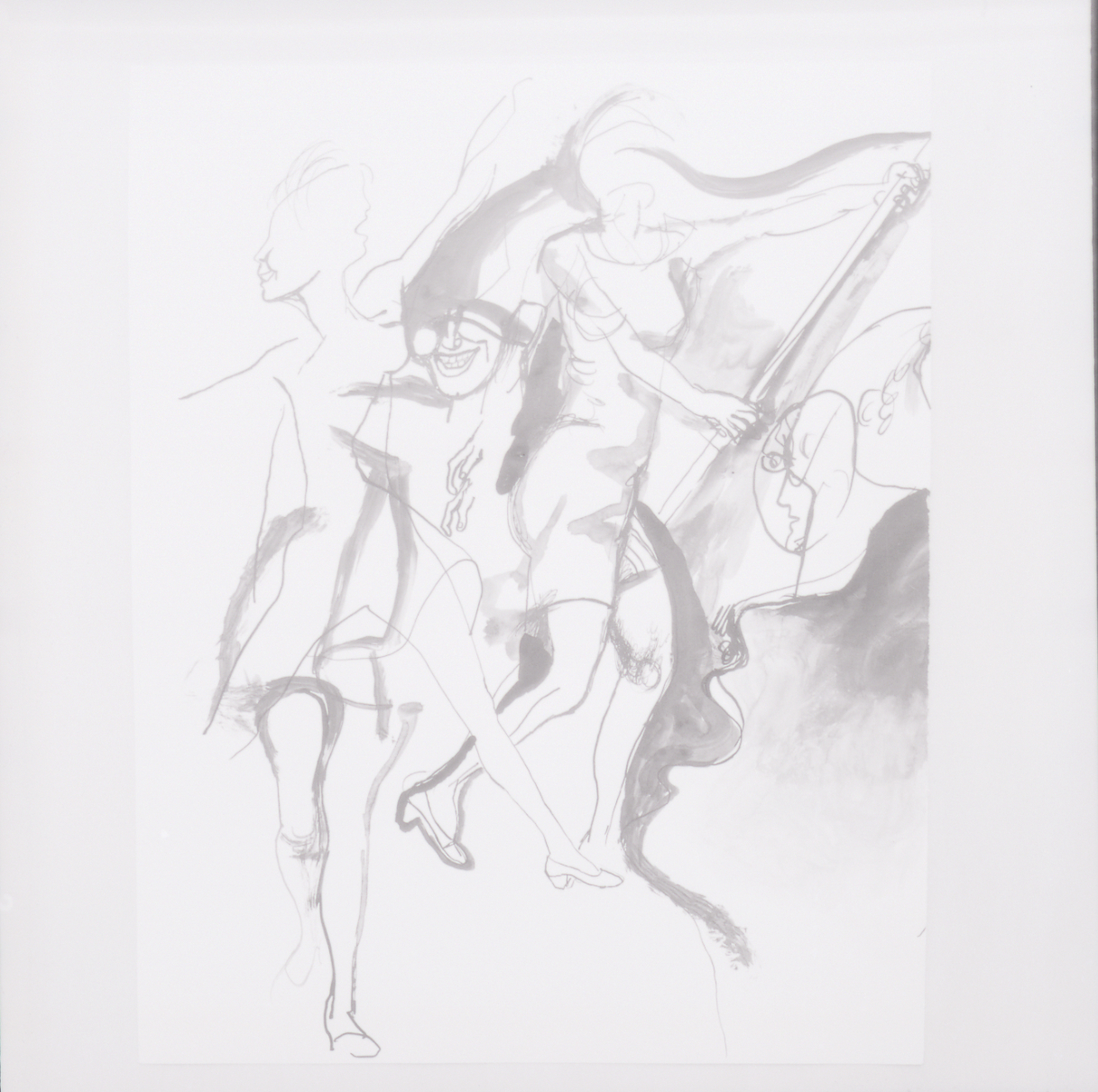